# Sven Widegren
Sven Albert Widegren, född 18 november 1910 i Linköpings församling i Östergötlands län, död 21 december 1992 i Linköpings domkyrkoförsamling i Östergötlands län, var en svensk militär.
Widegren tog officersexamen 1932 och blev samma år fänrik vid Jämtlands fältjägarregemente. Han var 1941–1943 lärare vid Infanteriskjutskolan (från och med den 1 oktober 1942 namnändrad till Infanteriets skjutskola) och befordrades till kapten 1942. Åren 1947–1953 var han åter lärare vid Infanteriets skjutskola och befordrades till major 1950. Han tjänstgjorde i Infanteriinspektionen i Arméstaben 1954–1959 och befordrades till överstelöjtnant 1955. År 1959 befordrades han till överste och var 1959–1963 chef för Infanteriets skjutskola (från och med den 1 oktober 1961 namnändrad till Infanteriets stridsskola). Åren 1963–1971 var han chef (sekundchef) för Livgrenadjärregementet. Widegren är begravd på Gamla griftegården i Linköping.

## Utmärkelser
- Kommendör av första klass av Svärdsorden, 6 juni 1967.[3]